# Guillaume de Saint-Cloud

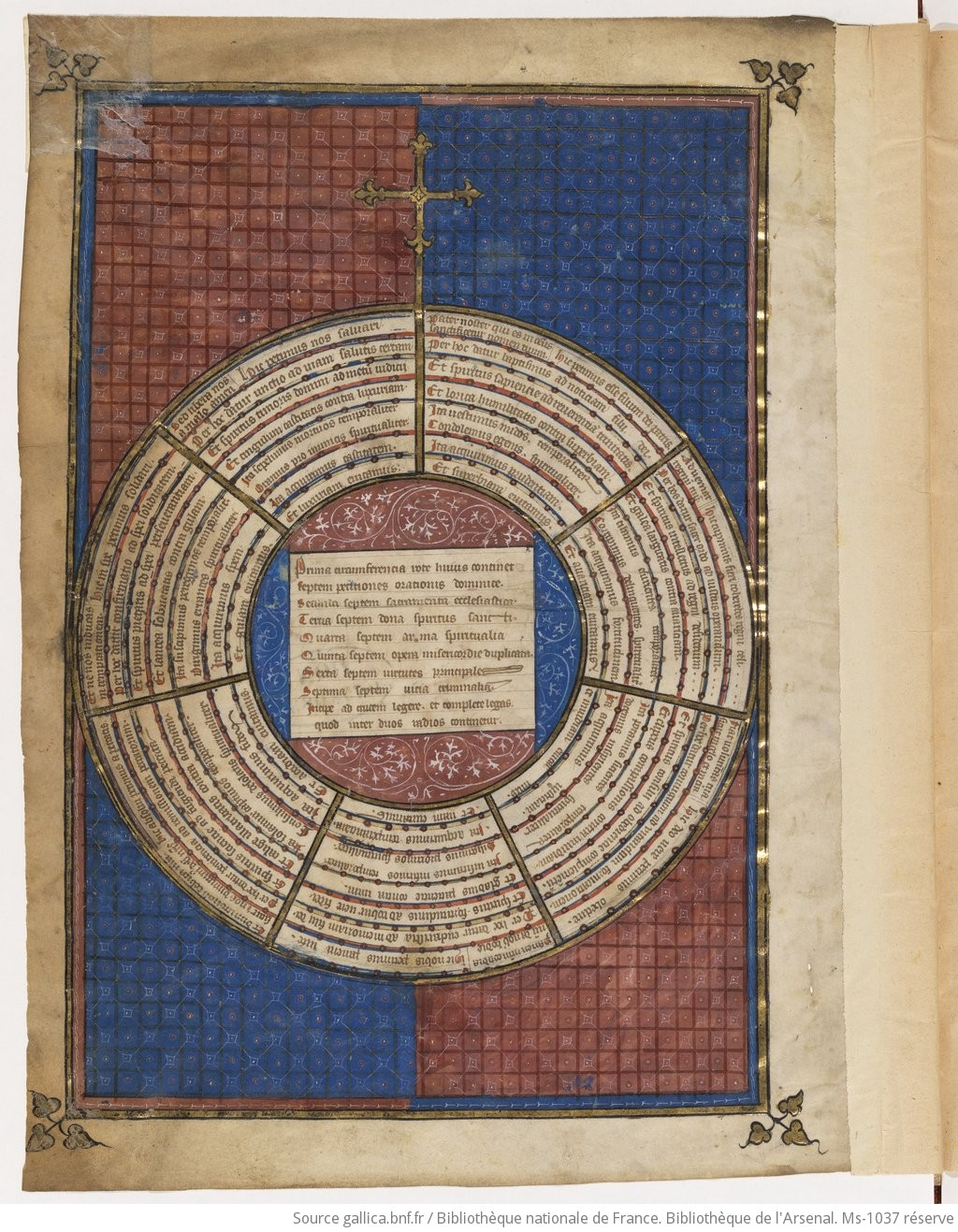
Enluminure d'une des œuvres de l'astronome médiéval Guillaume de Saint-Cloud.

Guillaume de Saint-Cloud est un astronome français de la fin du XIIIe siècle. 
Il est connu pour son Almanach préparé probablement en 1292, dédié à Marie de Brabant (1254-1321), et traduit pour Jeanne de Navarre. Cet almanach, un des rares témoignages d'observations astronomiques à la fin du Moyen Âge classique, contient les éphémérides du soleil, de la lune et des planètes et préconise également l'utilisation de la chambre noire pour l'observation des éclipses solaires.